# 297

## Esdeveniments
- Imperi Romà: Dioclecià imposa una nova divisió territorial que consta de 96 províncies.
- Gàl·lia: Els francs s'instal·len al territori dels bataus.
- Alexandria: Aureli Aquil·leu succeeix Luci Domici Domicià en la seva pretensió a emperador romà.
- Armènia: Els perses del rei Narses són derrotats, Tiridates III recupera el tron i el cèsar romà Galeri força un tractat de pau on els perses es veuen obligats a cedir territoris extensos.

## Naixements
- Chen Shou, historiador xinès, autor dels Registres dels Tres Regnes (n. el 233).[1]

## Necrològiques
- Alexandria: Luci Domici Domicià, emperador romà usurpador.